# Italo Farnetani
Italo Farnetani (Arezzo, 27 gennaio 1952) è un pediatra, diplomatico e divulgatore scientifico italiano.

## Biografia
Nell'anno accademico 1976-1977 si laurea in medicina e chirurgia presso l'Università degli Studi di Firenze con il massimo dei voti e in seguito si specializza in pediatria nello stesso ateneo presso l’ospedale pediatrico Meyer. Nel 1985 inizia l'attività di divulgazione scientifica collaborando con il Corriere Medico, periodico del Corriere della Sera. Iscritto all'Ordine dei giornalisti nel 1988, dal 1989 passa al neonato inserto «Corriere Salute». Dal 1992 ha collaborato con numerose testate fra cui: «L'Europeo», «Star Bene», «Anna», «Più Bella», «Milleidee», «Tu», «Visto», «Gente». Collabora oggi con il «Corriere della Sera», «Oggi», «OK La salute prima di tutto» e «Insieme», su cui è titolare della rubrica «Il pediatra risponde». È titolare della rubrica web di Adnkronos Salute «Sos pediatra». Dal 2021 è opinionista per la rivista Fortune.
La comunicazione e la divulgazione scientifica in tema di salute e benessere dell'infanzia, è caratterizzata dall’obiettivo di informare i genitori, soprattutto quelli alla prima esperienza, sulle caratteristiche e gli aspetti del bambino e della crescita, attraverso informazioni redatte con linguaggio comprensibile, basate sull’osservazione dei sintomi che possono essere rilevati dai genitori, dando consigli ripetibili e operando in modo da evitare cure inutili o eccessive. Ha, in particolare, trattato la promozione dell’allattamento al seno, la corretta alimentazione, la pratica delle vaccinazioni, basata su un approccio informato all'immunizzazione, il corretto uso dei farmaci, antibiotici soprattutto, l'attività fisica.
È autore di 6000 articoli, ventinove libri, dodici dei quali pubblicati da Arnoldo Mondadori Editore,. Alcuni suoi libri sono tradotti in inglese e spagnolo. In particolare, nel 1992 ha pubblicato Il pediatra in casa un libro destinato ai genitori entrato subito nelle classifiche di vendita. Nel 1998 pubblica, sempre per Mondadori, Il bambino: i suoi primi mille giorni (poi tradotto anche in spagnolo, col titolo: Los 1000 primeros dias de tu bebè), la cui seconda edizione è pubblicata nel 2003 col titolo Da zero a tre anni e poi aggiornata fino alla decima edizione. L'intensa attività pubblicistica lo ha reso negli anni novanta tra i più noti volti della pediatria in Italia. Dal 1996 ha tenuto alcune docenze a contratto nelle università italiane in malattie infettive e in comunicazione in pediatria presso l'Università di Firenze, l'Università degli studi di Milano e l'l'Università di Milano-Bicocca. È professore Ordinario di Pediatria presso la L.U.de.S. H.E.I., United Campus of Malta.
Attivo nel volontariato cattolico dal 1968, dal 2007 è impegnato nel volontariato sanitario internazionale, soprattutto in campo pediatrico in Nigeria, Tanzania e Kenya. Nel 2008 ha ideato il riconoscimento "Bandiere Verdi" per identificare le spiagge che, secondo le indicazioni dei pediatri, sono adatte ai bambini. Farnetani presiede l'International Workshop of Green flags. Fa parte del Centro di Consulenza linguistica sull'italiano contemporaneo dell'Accademia della Crusca occupandosi del gergo medico-scientifico. È autore di 450 pubblicazioni scientifiche di pediatria, in italiano o inglese, su periodici medici nazionali o internazionali. Dal 2002 al 2008 è stato direttore della rivista «Grandangolo di pediatria e neonatologia». È componente della Sezione di scienze fisiche matematiche e naturali dell'Accademia nazionale di scienze, lettere e arti di Modena e della Sezione Scienze Mediche dell'Accademia delle Scienze dell'Istituto di Bologna. Il  14 novembre 2024 è stato nominato Socio onorario del Rotary Club Mazara del Vallo, Distretto Rotary 2110 Sicilia-Malta.
Il 7 febbraio 2025, il Principe Gran Maestro fra’ John Timothy Dunlap lo ha nominato, con decreto magistrale numero 4500, Ministro Consigliere dell'Ambasciata del Sovrano Militare Ordine di Malta presso la Repubblica del Gambia. 

### Storia della medicina
Nel 1989 realizza studi su Dario Maestrini, in cui dimostra la priorità del ricercatore italiano nella proclamazione della legge del cuore, poi attribuita a Ernest Henry Starling.
Dal 2001 sostituisce Giuseppe Roberto Burgio (1919-2014) nella scrittura delle voci dei pediatri per il Dizionario biografico degli italiani dell'Istituto dell'Enciclopedia Italiana, a partire dai biografandi con il cognome iniziante per I. Nel 2008 ha scritto un volume sulla storia della pediatria italiana, su incarico della Società italiana di pediatria, in occasione del centodecimo anniversario della fondazione della Società.
Nel 2006 ha collaborato alla mostra «La rinascita del Parlamento», organizzata dalla Fondazione della Camera dei deputati, ricostruendo l'attività dei medici deputati e del Gruppo Medico Parlamentare. e nel 2016 ha pubblicato una ricerca sui 25 pediatri che, dalla fondazione della Repubblica italiana, sono stati insigniti della medaglia d’oro ai merito della sanità pubblica.

## Opere
- Il pediatra in casa, Mondadori, Milano, 1992. ISBN 88-04-35473-9[18], e Club degli Editori, Milano, 1992[19].
- In attesa del medico, Mondadori, Milano, 1994. ISBN 88-04-38261-9, e Club degli Editori, Milano, 1994.[20]
- L'alimentazione del bambino dalla nascita all'adolescenza, Mondadori, Milano, 1996. ISBN 88-04-41108-2
- Il bambino: i suoi primi mille giorni, Mondadori, Milano, 1998. ISBN 88-04-44726-5.[19].
- Los 1000 primeros dias de tu bebè, Everest, Leon - Espana, 2000. ISBN 84-241-2614-9[18].
- Los 1000 primeros dias de tu bebè, Alfaomega, Città del Messico, 2003. ISBN 970-15-0816-5
- Genitori, primi pediatri, Mondadori, Milano, 2001. ISBN 88-04-48933-2.[18]
- Da zero a tre anni, Mondadori, Milano, 2003. ISBN 88-04-48931-6.[21]
- L'alimentazione del bambino, Mondadori, Milano, 2004. ISBN 88-370-2761-3[19]
- Genitori autorevoli, Mondadori, Milano, 2005. ISBN 88-370-3293-5[19] e Mondolibri, Milano, 2005.
- I bambini guariscono sempre, Mondadori, Milano, 2006. ISBN 88-370-3988-3
- Rocco Jemma, Comune di Laureana di Borrello, Laureana di Borrello (RC), 2006.
- Enciclopedia del genitore, Mondadori, Milano, 2007. ISBN 978-88-370-4885-3.
- Storia della pediatria italiana, Società Italiana di Pediatria, Genova, 2008. ISBN 978-88-905768-0-5
- Nonni autorevoli, Mondadori, Milano, 2009. ISBN 978-88-370-6846-2
- La Toscana dei Borbone culla della pediatria italiana e mondiale, "Accademia Maria Luisa di Borbone", Viareggio - Grafiche Ancora, 2014. ISBN 978-88-95407-23-4
- I Paperini, Firenze, Arnaud, 1987.
- Una città cristiana in miniatura, Arezzo, Thévenin, 2020.
- Mediterraneo. Un mare di salute da Ippocrate ai giorni nostri, Mazara del Vallo (Trapani), Città di Mazara del Vallo; Rotary Club di Mazara del Vallo, 2021.

È coautore di:
- Enciclopedia di Puericultura, Garzanti, Milano, 1997. ISBN 88-11-50469-4.
- Facciamo un figlio[22], «Corriere della Sera», Milano, 1998.
- Nascere nella storia, Mondadori, Milano, 2006. ISBN 978-88-370-3858-8, tradotto in inglese nel 2007 con il titolo: Birth through the ages.
- Identità e diversità nella lingua e nella letteratura italiana, Firenze: Franco Cesati Editore; 2007. ISBN 978-88-7667-339-9
- Il neonato in Europa tra storia e attualità, Biomedia, Milano, 2007. ISBN 978-88-86154-44-4
- Il futuro della pediatria, Hygeia Press, Quartu Sant'Elena (Ca), 2009. ISBN 978-88-904389-1-2
- Il padre contemporaneo, Hygeia Press, Quartu Sant'Elena (Ca), 2009. ISBN 978-88-904389-0-5
- Storia della medicina aretina. I cento anni dell'Ordine dei medici, Ordine provinciale dei medici chirurghi e degli odontoiatri di Arezzo, Arezzo, 2010. ISBN 978-88-905768-1-2
- Figli della Dea Madre Storia dei neonati nel mediterraneo, Quartu Sant'Elena, Hygeia Press, Cagliari, 2011. ISBN 978-88-904389-9-8
- I piatti migliori per i bambini, Rizzoli, Milano, 2011.
- Arezzo e la Toscana nel regno d'Italia (1861-1946). Arezzo: Società storica aretina; 2011. ISBN 978-88-89754-04-7
- Assessorato all'Università Ricerca Scientifica e Salute, Comune di Monza, Monza (MB), 2012.
- Lingua italiana e scienze, Firenze: Accademia della Crusca - Le Lettere; 2012. ISBN 978-88-89369-39-5
- Pediatria Essenziale 5ª Ed., Edi-Ermes, Milano, 2012. ISBN 978-88-7051-225-0
- Cari genitori... finalmente a casa, Cuzzolin - Azienda ospedaliera "Sant'Anna e San Sebastiano" di Caserta, Napoli, 2013. ISBN 978-88-87479-66-9
- Ritratti di donne aretine, Arezzo Società Storica Aretina, 2015. ISBN 978-88-89754-15-3
- Le vite dei cesenati, Cesena: Stampare Edizioni; 2014. ISBN 9788898734023
- Appunti per la storia della Valcerfone, Arezzo Società Storica Aretina, 2017. ISBN 978-88-89754-19-1
- 1898-2018 Centoventi anni Storia della pediatria in Italia, Società Italiana di Pediatria, Milano, 2018. ISBN 978-88-86154-57-4
- Arezzo e la Toscana nell’Italia repubblicana (1946-1990). Arezzo: Società storica aretina; 2020.ISBN 9788889754276